# Макаров Аркадій Олександрович
Арка́дій Олекса́ндрович Мака́ров  (8 листопада 1920, Бахмут — 13 серпня 2006, Харків) — український, радянський шахіст, майстер спорту СРСР (1958), призер чемпіонатів України із шахів.

## Біографія
Аркадій Макаров народився у Бахмуті, через рік у 1921 році сім'я переїхала у Харків. Грі в шахи його навчив батько у віці 12 років. У 1936 році Аркадій зіграв унічию проти Хосе Рауля Капабланки в сеансі одночасної гри, що проходила на стадіоні «Динамо». В довоєнний час брав участь у багатьох турнірах, що проходили у Харкові, у тому числі чемпіонатах міста.
З початком німецько-радянської війни евакуювався у Казахстан, участі у війні не брав через поганий зір. В евакуації закінчив Дніпропетровський гірничий інститут, що знаходився в той час в Караганді.
У 1944 році повернувся до Харкова та продовжив активні виступи. У 1945 році вперше взяв участь у чемпіонаті України (поділ 9-10 місць). У 1946—1948 рр. тричі поспіль ставав призером чемпіонату Харкова. У 1948 році в турнірі кандидатів в майстри, що проходив у Харкові, поділив 1-2 місця з Олександром Мацкевичем. У 1950 році зупинився за крок від медалі у першості України, при цьому випередивши багатьох сильних шахістів.
У 1956 році Макаров вперше став призером першості України посівши третє місце. Першість України 1958 року стала однією з найсильніших за складом учасників за історію проведення чемпіонатів республіки. У турнірі за коловою системою взяли учать 17 шахістів (1 гросмейстер, 8 майстрів та 8 кандидатів). Пропустивши вперед, як і очікувалося, єдиного гросмейстера Юхима Геллера, Аркадій Макаров набравши 10½ очок з 16 можливих, розділив 2-4 місця з Юрієм Сахаровим та Владиславом Шияновським. Цей результат дозволив Макарову виконати майстерську норму, яка складала 9½ очок.
4 рази Аркадій Макаров брав участь у півфінальних турнірах чемпіонатів СРСР, що проходили у Горькому, Львові, Харкові та Ростові-на-Дону. Проте жодного разу йому не вдалося пройти у фінальні турніри першості СРСР.
Нижче приведена партія проти Анатолія Банника зіграна в рамках чемпіонату України 1950 року, яку Аркадій Макаров вважав своєю найкращою партією. 
[Site "Київ"] 
[Date "05.1950"] 
[White "Аркадій Макаров"]
[Black "Анатолій Банник"]
[Result "1-0"] 
[EventType "Чемпіонат УРСР із шахів 1950"] 
[EventCountry "UA"]
1. e4 e6 2. d4 d5 3. Nd2 Nf6 4. e5 Nfd7 5. Bd3 c5 6. c3 Nc6 7. Ne2 cxd4
8. cxd4 Nb6 9. O-O Bd7 10. Nf3 Be7 11. Bf4 Nb4 12. Bb1 a5 13. a3 Nc6 14. Ng3
g6 15. b3 f5 16. exf6 Bxf6 17. Bh6 a4 18. b4 Nc4 19. Re1 Rc8 20. Ra2
Nd6 21. Rae2 Nb5 22. Re3 Nbxd4 23. Nxd4 Nxd4 24. Rd3 Nb5 25. Rxd5 Nc3 26. Qd3 Nxd5 27.
Qxg6+ 1-0

## Турнірні результати

### Результати виступів у чемпіонатах України
Аркадій Макаров зіграв у 13 фінальних турнірах чемпіонатів України, набравши при цьому 107½ очка з 219 можливих.
| Рік  | Місто | Турнір                 | + | −  | = | Результат | Місце   |
| ---- | ----- | ---------------------- | - | -- | - | --------- | ------- |
| 1945 | Київ  | 14-й чемпіонат України | 5 | 5  | 4 | 7 з 14    | 9 — 10  |
| 1946 | Київ  | 15-й чемпіонат України |   |    |   | 7 з 17    | 13 — 14 |
| 1947 | Київ  | 16-й чемпіонат України | 6 | 8  | 2 | 7 з 16    | 11 — 14 |
| 1948 | Київ  | 17-й чемпіонат України | 4 | 9  | 5 | 6½ з 18   | 16      |
| 1950 | Київ  | 19-й чемпіонат України | 7 | 3  | 7 | 10½ з 17  | 4       |
| 1951 | Київ  | 20-й чемпіонат України | 5 | 8  | 4 | 7 з 17    | 12 — 15 |
| 1953 | Київ  | 22-й чемпіонат України | 6 | 5  | 2 | 7 з 13    | 9       |
| 1956 | Київ  | 25-й чемпіонат України | 9 | 4  | 6 | 12 з 19   | Bronze  |
| 1957 | Київ  | 26-й чемпіонат України | 3 | 7  | 7 | 6½ з 17   | 14      |
| 1958 | Київ  | 27-й чемпіонат України | 8 | 3  | 5 | 10½ з 16  | — 4     |
| 1959 | Київ  | 28-й чемпіонат України | 3 | 10 | 8 | 7 з 21    | 19 — 20 |
| 1960 | Київ  | 29-й чемпіонат України | 7 | 8  | 2 | 8 з 17    | 8 — 10  |
| 1962 | Київ  | 31-й чемпіонат України | 7 | 3  | 7 | 10½ з 17  | 5       |

### Інші турніри
| Рік  | Місто     | Турнір                             | +  | − | =  | Результат | Місце   |
| ---- | --------- | ---------------------------------- | -- | - | -- | --------- | ------- |
| 1939 | Харків    | Чемпіонат Харкова                  |    |   |    | ? з 15    | 11      |
| 1940 | Харків    | Чемпіонат Харкова                  |    |   |    | ? з 13    | 9       |
| 1946 | Харків    | Чемпіонат Харкова                  |    |   |    | ? з 13    | Bronze  |
| 1947 | Харків    | Чемпіонат Харкова                  |    |   |    | 9½ з 15   | Silver  |
| 1948 | Харків    | Чемпіонат Харкова                  |    |   |    | 11½ з 15  | Silver  |
|      | Ярославль | Турнір кандидатів у майстри спорту | 4  | 3 | 10 | 9 з 17    | 9       |
| 1949 | Харків    | Чемпіонат Харкова                  |    |   |    | 10 з 15   | 5       |
|      | Харків    | Чвертьфінал 18-го чемпіонату СРСР  |    |   |    | 9½ з 15   | 1 — 2   |
| 1955 | Харків    | Чемпіонат Харкова                  |    |   |    | 8½ з 13   | 5       |
| 1957 | Харків    | Чемпіонат Харківської області      | 10 | 1 | 4  | 12 з 15   | Gold    |
| 1966 | Харків    | Відкритий чемпіонат Харкова        |    |   |    | 5 з 13    | 10 — 11 |